# 三本木町 (宮城県)
三本木町（さんぼんぎちょう）は、1895年から2006年まで、宮城県北部の志田郡に属した町である。大崎平野の南に位置し、現在は大崎市の一部になっている。古川市への通勤率は20.1%（平成17年国勢調査）。

## 地理
宮城県北部に位置する町である。大崎平野の南に位置し、町の中央部を流れる鳴瀬川をはさんで北部が平野、南部が丘陵地帯となっていた。
- 河川：鳴瀬川

## 歴史
- 1889年（明治22年）4月1日 - 町村制施行にともない、三本木村・秋田村・蟻ヶ袋村・伊賀村・音無村・桑折村・斉田村・坂本村・高柳村・蒜袋村・南谷地村・上伊場野村の計12か村が合併して新制の三本木村が発足。
- 1895年（明治28年）10月31日 - 町制施行し、三本木町となる。
- 1955年（昭和30年）3月30日 - 三本木町と下伊場野村西部が合併し、新制の三本木町が発足。
- 1955年（昭和30年）7月10日 - 古川市の一部を編入。
- 1955年（昭和30年）10月1日 - 大字伊場野の一部を松山町へ移管。
- 2006年（平成18年）3月31日 - 松山町・鹿島台町・岩出山町・鳴子町・田尻町・古川市と合併し、大崎市となる。

## 行政

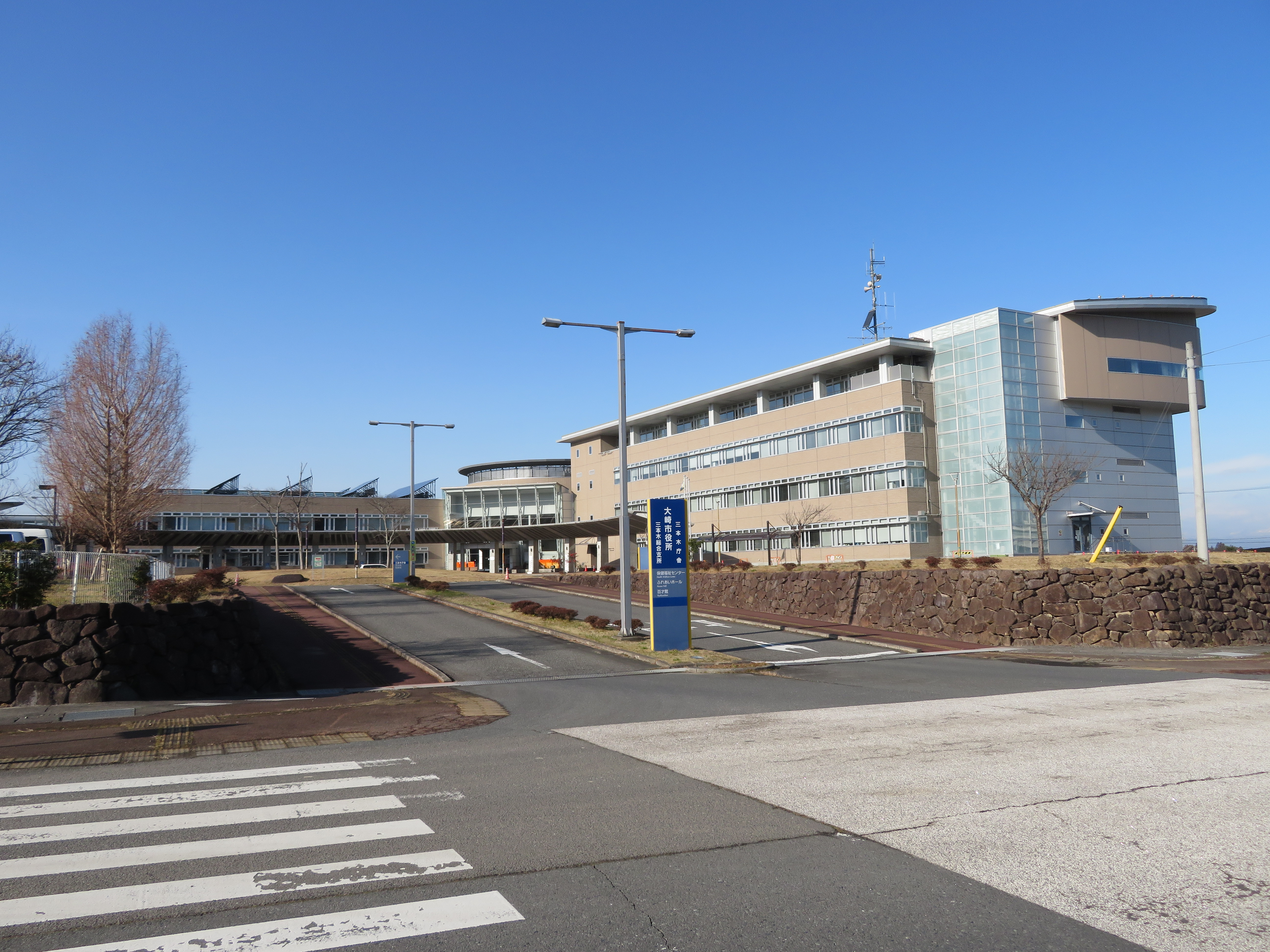
旧三本木町役場（現大崎市役所三本木庁舎）

- 歴代村長

| 代 | 氏名       | 就任                       | 退任                       | 備考             |
| -- | ---------- | -------------------------- | -------------------------- | ---------------- |
| 1  | 二階堂保治 | 1889年（明治22年）4月21日  | 1891年（明治24年）12月3日  | 二階堂トクヨの父 |
| 2  | 鴇田文蔵   | 1891年（明治24年）12月11日 | 1895年（明治28年）10月30日 |                  |

- 歴代町長

昭和の合併以前
| 代 | 氏名         | 就任                       | 退任                       | 備考         |
| -- | ------------ | -------------------------- | -------------------------- | ------------ |
| 1  | 鴇田文蔵     | 1895年（明治28年）10月31日 | 1899年（明治32年）8月22日  | 村長より留任 |
| 2  | 七之宮定之助 | 1899年（明治32年）9月19日  | 1905年（明治38年）6月10日  |              |
| 3  | 岩淵文右ェ門 | 1905年（明治38年）6月16日  | 1907年（明治40年）7月30日  |              |
| 4  | 鴇田文蔵     | 1907年（明治40年）10月25日 | 1938年（昭和13年）1月16日  | 再任         |
| 5  | 岩淵利右ェ門 | 1938年（昭和13年）1月27日  | 1945年（昭和20年）8月31日  |              |
| 6  | 鈴木勇       | 1945年（昭和20年）9月11日  | 1946年（昭和21年）11月25日 |              |
| 7  | 早坂久       | 1947年（昭和22年）4月6日   | 1951年（昭和26年）4月4日   |              |
| 8  | 石垣幸太郎   | 1951年（昭和26年）4月23日  | 1955年（昭和30年）3月30日  |              |

昭和の合併以後
| 代 | 氏名       | 就任                      | 退任                      | 備考             |
| -- | ---------- | ------------------------- | ------------------------- | ---------------- |
| 1  | 岩淵光次   | 1955年（昭和30年）4月23日 | 1963年（昭和38年）4月29日 |                  |
| 2  | 今野元治郎 | 1963年（昭和38年）4月30日 | 1991年（平成3年）4月29日  | 元・下伊場野村長 |
| 3  | 佐藤武一郎 | 1991年（平成3年）4月30日  | 2006年（平成18年）3月30日 |                  |

## 経済

### 産業
農業が中心であるが、積極的な企業誘致を展開している。

## 姉妹都市・提携都市

### 国内
- 横浜市港南区（神奈川県・友好都市）

### 海外
- ダブリン市（アメリカ合衆国ジョージア州）
  - 1998年5月29日 姉妹都市締結

## 教育
- 中学校
  - 三本木町立三本木中学校
- 小学校
  - 三本木町立三本木小学校

文部科学省が推進する「学力向上フロンティア」指定校（フロンティアスクール）である。

## 交通

### 鉄道
町内を東北新幹線が通過しているが、駅は無い。最寄り駅は、古川駅。

### 道路
- 高速道路
  - 東北自動車道：三本木PA(ETC専用)
- 一般国道
  - 国道4号
- 都道府県道
  - 宮城県道56号仙台三本木線
  - 宮城県道152号涌谷三本木線
  - 宮城県道156号小野田三本木線
  - 宮城県道157号中新田三本木線
  - 宮城県道158号坂本古川線

### バス
- 東北新幹線古川駅より路線バス26分・大崎市三本木総合支所前もしくは特急バス仙台 - 古川線27分・高速三本木下車
- 東北新幹線仙台駅より特急バス仙台 - 古川線・仙台 - 築館・栗駒線・仙台 - 鳴子線45分、高速三本木下車

## 名所・旧跡・観光スポット・祭事・催事
- 三本木町亜炭記念館
- ひまわりの丘
- 湯殿山大権現
- 館山公園（桑折城）
- 豆坂温泉
- ひまわり温泉

### 祭り
- 大豆坂地蔵尊例大祭
- 菜の花まつり
- ひまわりまつり
- ザ・祭り IN さんぼんぎ
- どんと祭（裸参り）（八坂神社）
- 三本木音頭(作曲:三波春夫)

## 出身有名人
- 二階堂トクヨ（日本女子体育大学創始者）